# Dum Diversas
Dum Diversas est une bulle pontificale promulguée le 18 juin 1452 par le pape Nicolas V. Elle a donné lieu à de nombreuses controverses historiographiques. Certains historiens jugent ainsi qu’elle a été à « l’origine du commerce des esclaves d’Afrique occidentale » alors que d'autres soulignent au contraire le rôle à la même époque de l’Église en faveur des droits des esclaves et des indiens à travers des personnages comme Bartolomé de las Casas et Francisco de Vitoria.

## Contenu de la bulle

### Le droit de soumettre
La bulle Dum Diversas autorisait Alphonse V de Portugal roi du Portugal à soumettre les Sarrasins et les païens pour une durée indéterminée. On peut ainsi lire dans Dum diversas :

« Par les présentes Nous vous accordons [aux rois d'Espagne et du Portugal], de par Notre autorité apostolique, permission complète et libre d'envahir, de rechercher, de capturer et de soumettre les Sarrasins et les païens et tous les autres incroyants et ennemis du Christ où qu'ils puissent être, ainsi que leurs royaumes, duchés, comtés, principautés et autres biens [...] et de réduire leurs personnes en servitude perpétuelle. »

En 1456 le pape Calixte III réitéra cette bulle avec Etsi cuncti, renouvelée par le pape Sixte IV en 1481 et par le pape Léon X en 1514 avec Precelse denotionis.

### La reconnaissance de zones d'influence
La bulle Dum Diversas est également reconnue en ce qu'elle accorde des zones d'influence exclusives au Portugal. Le concept de l’attribution à certains États-nations de zones d'influence exclusives fut étendu aux Amériques en 1493 par le pape Alexandre VI avec Inter caetera,,,.
Dum diversas, avec d’autres bulles telles que Romanus pontifex (1455), Ineffabilis et summi (1497), Dudum pro parte (1516), et Aequum reputamus (1534) apportent des précisions sur le ius patronatus portugais,. Le pape Alexandre VI, originaire de Valence, promulgua une série de bulles qui limitaient la puissance portugaise en faveur de celle de l'Espagne, et plus particulièrement Dudum siquidem (1493).

## Controverses historiques sur l'interprétation deDum diversas

### Un accommodement de l’Église face à l'esclavage
De nombreuses interprétations historiographiques ont été faites de cette bulle qui prête aujourd'hui encore à controverse. La théorie la plus répandue est celle d'une ambiguïté de l’Église catholique sur le sujet. L'Ancien Testament ne condamnant pas explicitement l'esclavage, l’Église aurait selon l'historien Georg Wilhelm cherché à concilier « en même temps les impératifs du marché et les aspirations de l'âme chrétienne ».

### La volonté d'une nouvelle croisade
D'autres historiens considèrent la bulle Dum Diversas et les bulles qui l'ont suivie comme élargissant l'héritage théologique des Croisades du pape Urbain II. Pour eux, elles étaient destinées à justifier la colonisation et l'expansionnisme européens,.
Publiée un an avant la chute de Constantinople en 1453, la bulle aurait pu avoir comme intention de commencer une nouvelle croisade contre l'Empire ottoman. Le neveu de Nicolas V, Loukas Notaras, était mégaduc de l'Empire byzantin.

### Le refus de toute ambiguïté de l’Église
Enfin, d'autres historiens de tendance catholiques réfutent l'idée d'une ambiguïté de l’Église catholique sur l'esclavage. Ils mettent ainsi en avant la bulle Sicut Dudum du pape Eugène IV. En 1435, alors que les Espagnols se battent avec les Portugais pour la possession des îles Canaries et exploitent leur population, l’Église catholique condamne l’esclavage des habitants noirs, sous peine d’excommunication. Toutefois, en Espagne, à cette époque, l’autorité du pape est peu reconnue et la bulle restera sans effet.
Une autre bulle du pape Paul III en 1537, Sublimus Dei, condamna l’asservissement « injuste » des non-chrétiens mais il approuva l'esclavage à Rome en 1545 et l'achat d'esclaves musulmans en 1548. En 1686, le Saint-Office introduisit une limitation en décrétant que les Africains réduits en esclavage par des guerres injustes devaient être libérés.
Enfin des historiens comme René Luneau mettent en avant l'action de religieux catholiques tels que les dominicains Bartolomé de Las Casas ou Francisco de Vitoria qui soutenus par le Saint-Siège ont dédié leur vie à la défense des droits des esclaves et des indiens. Il faudrait ajouter l'action du saint prêtre jésuite Pierre Claver, en Colombie.